# Starrcade (1995)
Starrcade Starrcade '95: World Cup of Wrestling  fue la decimotercera edición de Starrcade, un evento de pago por visión producido por la World Championship Wrestling (WCW). El evento tuvo lugar el 27 de diciembre de 1995 desde el Auditorio Municipal de Nashville en Charlotte, Nashville, Tennessee.

## Resultados
- Dark match: Diamond Dallas Page derrotó a Dave Sullivan
- Dark match: The American Males (Marcus Bagwell & Scotty Riggs) derrotaron a The Blue Bloods (Lord Steven Regal & Earl Robert Eaton)
  - Riggs cubrió a Eaton.
- Jushin Liger (con Sonny Onoo; NJPW) derrotó a Chris Benoit (WCW) (10:29)
  - Liger cubrió a Benoit después de una hurricanrana.
- Koji Kanemoto (con Sonny Onoo; NJPW) derrotó a Alex Wright (WCW) (11:44)
  - Kanemoto cubrió a Wright con un roll-up.
- Lex Luger (WCW) derrotó a Masa Chono (con Sonny Onoo; NJPW) (6:41)
  - Luger forzó a Chono a rendirse con un Torture Rack.
- Johnny B. Badd (WCW) derrotó a Masa Saito (con Sonny Onoo; NJPW) por descalificación (5:52)
  - Saito fue descalificado después de lanzar a Badd por encima de la tercera cuerda.
- Shinjiro Otani (con Sonny Onoo; NJPW) derrotó a Eddy Guerrero (WCW) (13:43)
  - Ohtani cubrió a Guerrero.
- Randy Savage (WCW) derrotó a Hiroyoshi Tenzan (con Sonny Onoo; NJPW) (6:55)
  - Savage cubrió a Tenzan después de un Flying Elbow.
- Sting (WCW) derrotó a Kensuke Sasaki (con Sonny Onoo; NJPW) (6:52)
  - Sting hizo que Sasaki se rindiera para ganar la "World Cup of Wrestling" para WCW 4-3.
- Ric Flair derrotó a Lex Luger y Sting por conteo fuera en una Triangle match (28:03)
  - Flair se convirtió en el contendiente número uno por el Campeonato Mundial Pesado de la WCW.
- Ric Flair derrotó a Randy Savage para ganar el Campeonato Mundial Pesado de la WCW (8:41)
  - Flair cubrió a Savage después de que Arn Anderson lo golpeara con un Puño de acero#puño americano.
- One Man Gang derrotó a Kensuke Sasaki para ganar el Campeonato de los Estados Unidos de la WCW
  - Sasaki cubrió a One Man Gang. La lucha había sido reiniciada después de una controvertida victoria por pinfall de One Man Gang sobre Sasaki. En televisión, el PPV terminó con la victoria de One Man Gang: entonces One Man Gang se fue de Starrcade con el título pese a que había perdido la lucha y Sasaki regresó a Japón.